# Australian Security Intelligence Organisation
Australian Security Intelligence Organisation (ASIO, Australijska Organizacja Bezpieczeństwa i Wywiadu) – służba specjalna utworzona w 1948 na bazie Alianckiego Urzędu Wywiadowczego i zajmująca się bezpieczeństwem wewnętrznym. Wspólnie z australijską policją federalną (Australian Federal Police) zajmuje się zbieraniem informacji wywiadowczych, kontrwywiadem oraz zapobieganiu terroryzmowi na terytorium Australii.
W publikacjach krytycznych wobec tej organizacji, szczególnie w literaturze politycznej skrajnej lewicy australijskiej, organizacja ta często nazywana jest Australian Secret Intelligence Organisation jest to jednak nazwa nieprawidłowa wynikająca z tendencyjnego przekręcenia nazwy w celu dezinformacji czytelnika lub z powodu pomylenia tej organizacji z inną australijską agencją wywiadowczą "Australian Secret Intelligence Service".
W latach 60. XX wieku ASIO zajmowała się organizacjami i osobami sprzeciwiającymi się wojnie w Wietnamie, szczególnie pochodzącymi z lewej strony spektrum politycznego. W 1954 ASIO odegrało ważną rolę w tzw. sprawie Petrowa.